# Emmanuela Douyon

Emmanuela Douyon est une économiste, féministe, militante et influenceuse haïtienne de 29 ans. Elle est fondatrice et directrice exécutive du think tank PoliCité.

## Biographie

### Enfance et études
Emmanuela Douyon est détentrice de deux masters spécialisés en économie obtenus à l'Université de Paris-1 Panthéon-Sorbonne en France notamment d'un master en économie du développement spécialité expertise économique des politiques et projets de développement et d'un master d'économie appliquée spécialisé parcours étude pour l'aménagement et l'urbanisme,. Elle a également obtenu une licence en économie à l'Université Nationale Tsing Hua (en) de Taiwan,, en République de Chine. De ce fait, elle parle couramment 4 Langues différentes : le Créole haïtien, le Français, l'Anglais, et le Mandarin.

### Carrière professionnelle
Présentée comme une économiste, elle est également fondatrice et directrice exécutive du think tank PoliCité. Elle a travaillé au Comité Interministériel d'Aménagement du Territoire (CIAT) de Haïtiet est intervenue sur la situation en Haïti dans des organisations internationales, au Congrès des États-Unis ainsi qu'à l'Organisation des Nations Unies. Elle écrit des tribunes. Ses compétences font partie des raisons pour laquelle elle travaille dans la gestion et l'évaluation de projets en Haïti mais aussi aux États-Unis, en communication et en stratégie. 
Outre ses activités professionnelles, Emmanuella Douyon est une activiste qui lutte contre les inégalités et la corruption,. Elle est membre du groupe Rasanbleman pou Diyite Ayiti et Nou pap dòmi (We will not sleep). Ayant pour objectif, d'instaurer la justice sociale et économique, Emma est l'une des influences du mouvement PetroCaribe Challenge.
Elle est la fondatrice et Directrice exécutif de Think tank poliCity.